# The Herb Chambers Companies
The Herb Chambers Companies är ett amerikanskt företag som äger 56 återförsäljare av fordon i New England-regionen. För 2018 sålde de 55 867 bilar varav 32 304 var nya medan 23 563 var begagnade.
Företaget grundades 1985 i New London i Connecticut av affärsmannen Herb Chambers.
De har sitt huvudkontor i Somerville i Massachusetts.

## Bilmärken
Följande bilmärken säljs hos företagets återförsäljare:
| - Alfa Romeo - Audi - Bentley - BMW - Cadillac - Chevrolet - Chrysler - Dodge - Fiat - Ford - Honda | - Hyundai - Infiniti - Jaguar - Jeep - Kia - Lamborghini - Land Rover - Lexus - Lincoln - Maserati | - Mercedes-Benz - Mercedes-AMG - Mini - Nissan - Porsche - Ram Trucks - Rolls Royce - Smart Automobile - Toyota - Volvo |